# Robik
Robik (rusky Робик) je ukrajinským počítačem kompatibilních s počítačem Sinclair ZX Spectrum. Jedná se o variantu počítače se 48 KiB paměti. Počítač byl vyráběn koncem 80. let a začátkem 90. let společností Rotor (rusky Ротор) v ukrajinském městě Čerkasy.
Počítač podporuje i znaky cyrilice, kromě režimů klávesnice K, C, L, E a G ZX Spectra je přidán režim psaní ruských písmen Л. Díky přítomnosti ruské znakové sady v paměti ROM nefungují na tomto počítači některé programy, které nastavují registr I procesoru na hodnotu v rozsahu 38 až 3B šestnáctkově.
Počítač byl vyráběn ve čtyřech variantách, ve třetí verzi byla přepsána obsluha klávesnice.
Počítač umožňuje připojování rozšiřovacích modulů, ovšem ve většině případů je nutné upravit pravou stranu klávesnice.

## Technické informace
- procesor: varianta procesoru Z80, 3,5 MHz,
- paměť RAM: 64 KiB (využívaných bylo ale pouze 48 KiB)[2]
- paměť ROM: 16 KiB,
- konektor pro Kempston joystick.